# Karim Ziani
Karim Koceila Yanis Ziani (arabisch كريم زياني, DMG Karīm Ziyānī; * 17. August 1982 in Sèvres, Frankreich) ist ein ehemaliger algerischer Fußballspieler.

## Karriere

### Verein
Seine Ausbildung absolvierte Ziani zunächst beim ortsansässigen RC Paris. Im Alter von 16 Jahren einigte er sich mit dem damaligen Zweitligisten ES Troyes AC auf Wechsel in dessen Jugendabteilung. Drei Jahre später unterschrieb er bei den Nordfranzosen, welchen inzwischen der Aufstieg in die Ligue 1 gelungen war, seinen ersten Profivertrag. Nachdem er sich während seiner ersten Profisaison eingewöhnt hatte, gelang es ihm, sich einen Stammplatz bei Troyes zu erobern. Sowohl der Abstieg seines Klubs in die Ligue 2 im Jahre 2003, als auch der Verlust seiner Führungsrolle im Team eine Saison danach, vergrößerten jedoch zunehmend seine Unzufriedenheit. Aus diesem Grund wurde er im Januar 2005 an den Ligakonkurrenten FC Lorient ausgeliehen und letztendlich auch verpflichtet. Bei den Bretonen gelang es ihm durch seine starken Leistungen, die Auszeichnung „Bester Spieler der Ligue 2 2005/06“ zu erhalten und somit die Aufmerksamkeit zahlreicher Ligue-1-Klubs auf sich zu ziehen. Obwohl ihm während derselben Saison mit dem FC Lorient der Aufstieg in die Ligue 1 gelang, wechselte er im Sommer 2006 zum FC Sochaux. Der mittlerweile 24-Jährige Karim Ziania vancierte zum Leistungsträger im Team von Alain Perrin und sicherte sich mit seinen Teamkollegen den Coupe de France 2007 durch einen Sieg im Elfmeterschießen gegen Olympique Marseille. Nach dieser für Karim Ziani bislang erfolgreichsten Saison wechselte er für eine Ablösesumme von acht Millionen Euro zum Traditionsverein Olympique Marseille. Dieser Wechsel ermöglicht ihm, seine ersten Spiele in der UEFA Champions League zu bestreiten. Während Ziani anfänglich noch Probleme hatte, sich bei Marseille zu etablieren, kam er in seinem zweiten Jahr schon häufiger zum Einsatz. 2009 wurde er mit dem Verein auch Vizemeister.
Am 7. Juli 2009 gab der Deutsche Meister VfL Wolfsburg die Verpflichtung von Ziani bekannt, welcher dort einen Vertrag bis 2013 erhielt. In der ersten Saison kam er in der Hinrunde noch regelmäßig zum Einsatz und gab auch zwei Torvorlagen, in der Rückrunde wurde er nur einmal eingewechselt. Als sich auch in seinem zweiten Jahr abzeichnete, dass er sich nicht in der Mannschaft etablieren konnte, wurde er im Januar 2011 an den türkischen Erstligisten Kayserispor ausgeliehen.
Am 8. Juli 2011 gab der VfL Wolfsburg bekannt, dass der Vertrag mit Ziani in beiderseitigem Einvernehmen aufgelöst worden sei. Ziani wechselte daraufhin zum katarischen Erstligisten al-Jaish, wo er auch vom Trainer Péricles Chamusca zum Kapitän ernannt wurde. Er blieb bis zum Jahr 2013, ehe er sich Ligakonkurrent al-Arabi Doha anschloss. Im Jahr 2014 wechselte er in die Vereinigten Arabischen Emirate.
Von Sommer 2015 bis Anfang 2016 war Ziani ein halbes Jahr ohne Verein, ehe ihn der rumänische Erstligist Petrolul Ploiești verpflichtete. Mit Petrolul musste er am Saisonende 2015/16 absteigen. Anschließend heute er bei US Orléans in der französischen Ligue 2 an und beendete dort im Sommer 2019 seine aktive Karriere.

### Nationalmannschaft
Karim Ziani wurde im französischen Sèvres geboren, stammt aber aus einer algerischen Familie. Er entschied sich für die Nationalmannschaft von Algerien aufzulaufen, wo er am 12. Februar 2003 im Alter von 20 Jahren gegen Belgien sein Debüt feierte. Seither zählt er zu den Stars dieses Teams und wurde deshalb zum besten Spieler Algeriens im Jahre 2004, 2005 und 2006 gewählt. Er nahm mit Algerien auch am Africa Cup of Nations 2004 teil und erreichte zusammen mit seinen Teamkollegen das Viertelfinale.

## Erfolge
Verein
- Französischer Pokalsieger: 2007

Persönlich
- Bester Spieler der Saison 2005/06 in der Ligue 2